# Col du Fanget
Le col du Fanget est un col des Alpes du Sud qui relie la vallée du Bès à celle de la Blanche. Il se situe à 1 459 mètres d'altitude.
C'est un site nordique de ski de fond et de raquettes à neige et le départ de nombreuses randonnées pédestres vers le massif des Monges et ceux de La Blanche.

## Rallye automobile
Le col a été franchi par le rallye Monte-Carlo en 1983 ainsi qu'en 2016 (épreuve spéciale 2).

## Plaque commémorative
Le 7 mai 2005, une plaque commémorative est installée au col du Fanget en l'honneur de Simone Tanner-Chaumet, militante pour la paix et reconnue comme Juste parmi les nations.